# Jerdy Schouten
Jerdy Hendrikus Gerardus Bernardus Schouten (* 12. Januar 1997 in Spijkenisse) ist ein niederländischer Fußballspieler.

## Karriere

### Verein
In seiner Jugend spielte er für ADO Den Haag und durchlief hier alle Jugendmannschaften, bis er schließlich zur Saison 2016/17 ein Teil der ersten Mannschaft wurde. Sein Debüt in der Eredivisie hatte er dann am 10. Dezember 2016, bei einer 0:3-Niederlage gegen NEC Nijmegen, wo er kurz vor Schluss eingewechselt wurde. Danach kam er auch nur noch zu einem zweiten Kurzzeiteinsatz und verließ seinen Jugendklub anschließend zum Ende der Saison ablösefrei in Richtung Telstar. Bei diesen gehörte er nun in der Eerste Divisie zum Stammkader und erzielte in der Saison 2017/18 vier Tore. Zur Spielrunde 2018/19 wechselte er dann weiter zu Excelsior Rotterdam, womit er wieder in die Eredivisie zurückkehrte am Ende der Spielzeit mit seiner Mannschaft aber abstieg. Jedoch ging er nicht wieder mit dem Klub eine Liga tiefer, sondern wechselte nach Italien, wo er nun für den FC Bologna kickte.
Hier machte er dann bei einem 2:2 gegen Lazio Rom, sein Debüt in der Serie A. Nach und nach kam er dann mehr zum Einsatz, fiel dann am 25. Spieltag erst wegen einer Rotsperre aus, handelte sich durch eine fünfte gelbe Karte im nächsten Spiel eine Gelbsperre ein und zog sich ein paar Spieltage später eine Oberschenkelverletzung zu, durch welche er erst kurz vor Ende der Saison wieder zum Einsatz kam. Die nächste Saison verlief dann besser für ihn und er stand in vielen Partien in der Startelf. Aber auch hier verpasste er aufgrund von Sperren ein paar Partien. Schlimmer wurde es für ihn dann aber in der Saison 2021/22, wo er nach einer Gelbrotsperre, die er sich gleich am 1. Spieltag einfing, erst einmal wegen einer Muskelermüdung noch länger ausfiel. Nachdem er dann am 9. Spieltag in einer Partie gegen AC Mailand erstmals wieder eingewechselt wurde musste er wegen einer Schambeinreizung erneut einige Spiele aussetzen. Seine richtige Saison begann somit erst am 24. Spieltag Anfang Februar 2022. Bis auf ein Spiel kam er danach aber auch immer zum Einsatz. Erst eine Hüftprellung, hinderte ihn dann im Oktober 2022 wieder ein paar Wochen am Spielen.
Für eine Ablöse von 12 Mio. € kehrte er Mitte August 2023 wieder in sein Heimatland zurück und schloss sich PSV Eindhoven an. Auch hier gehörte er mit zum Stammkader und erreichte mit der Mannschaft in der Champions League 2023/24 das Achtelfinale.

### Nationalmannschaft
Nach einer ersten Nominierung für die niederländische A-Nationalmannschaft wurde er am 8. Juni 2022 bei einem 2:1-Sieg über Wales in der UEFA Nations League erstmals eingesetzt. Er stand hier in der Startelf und wurde zur 67. Minute für Frenkie de Jong ausgewechselt. Zudem bereitete er in der 50. Minute das Tor von Teun Koopmeiners vor. In den beiden darauffolgenden Partien stand er aber nicht mehr auf dem Platz und gehörte in der nächsten Zeit auch nicht mehr zum Kader. Erst für die letzten Qualifikationsspiele zur Europameisterschaft 2024 wurde er dann noch einmal nominiert und bekam beim 1:0-Sieg über Irland am 18. November 2023 einen Einsatz über die vollen 90 Minuten.

## Erfolge
- Niederländischer Meister: 2024